# Lunkány (Hargita megye)
Lunkány (románul Luncani) falu Romániában Hargita megyében. Közigazgatásilag Maroshévízhez tartozik.

## Fekvése
A falu Maroshévíztől 1 km-re délre, a Gyergyói-medence északi részén helyezkedik el, a Maros bal partján.